# Cornering Brake Control
Cornering Brake Control (CBS) − elektroniczny układ odpowiadający za kontrolę hamowania podczas pokonywania zakrętu przez samochód. Jest to element systemu ESP m.in. w samochodach BMW i Saab.
Jego działanie polega na asymetrycznej dystrybucji siły hamowania poszczególnego koła tylnej osi, poprzez zwiększanie lub zmniejszanie ciśnienia płynu hamulcowego dla danego koła, w sytuacjach kiedy samochód prowadzony jest w trudnych warunkach.